# Fremanezumab
Fremanezumab es un medicamento indicado en la profilaxis de la migraña. Es un anticuerpo monoclonal dirigido al receptor del péptido relacionado con el gen de la calcitonina (CGRP).